# Maurolicus
Maurolicus és un gènere de peixos pertanyent a la família dels esternoptíquids.

## Descripció
- Mida: fins a 65 mm de llargària màxima segons l'espècie.
- Cos fusiforme.
- Tenen l'origen de l'aleta dorsal abans de l'origen de l'anal.
- Anus a prop de l'origen de l'aleta anal.
- Aleta dorsal adiposa.
- Bufeta natatòria ben desenvolupada i plena de gas.
- Musell i mandíbules transparents i amb taques de pigmentació característiques.
- Nombre de vèrtebres: 33-35.[3]

## Reproducció
Fan la posta entre la primavera i l'estiu al nord de 40°N de latitud, tot i que a la Mediterrània s'esdevé durant tot l'any.

## Alimentació
Es nodreixen de copèpodes i eufausiacis.

## Distribució geogràfica
Es troba a l'Atlàntic (incloent-hi Noruega i Islàndia, el golf de Cadis i les costes nord-occidentals d'Àfrica), l'Índic i el Pacífic. A la mar Mediterrània és abundant a la conca occidental (sobretot, el mar d'Alboran) i més escàs a l'oriental. N'hi ha una població aïllada a la mar de Màrmara.

## Taxonomia
- Maurolicus amethystinopunctatus (Cocco, 1838)[4]
- Maurolicus australis (Hector, 1875)[5]
- Maurolicus breviculus (Parin & Kobyliansky, 1993)[6]
- Maurolicus imperatorius (Parin & Kobyliansky, 1993)[6]
- Maurolicus inventionis (Parin & Kobyliansky, 1993)[6]
- Maurolicus japonicus (Ishikawa, 1915)[7]
- Maurolicus javanicus (Parin & Kobyliansky, 1993)[6]
- Maurolicus kornilovorum (Parin & Kobyliansky, 1993)[6]
- Maurolicus mucronatus (Klunzinger, 1871)[8]
- Maurolicus muelleri (Gmelin, 1789)[9]
- Maurolicus parvipinnis (Vaillant, 1888)[10]
- Maurolicus rudjakovi (Parin & Kobyliansky, 1993)[6]
- Maurolicus stehmanni (Parin & Kobyliansky, 1996)[6]
- Maurolicus walvisensis (Parin & Kobyliansky, 1993)[6]
- Maurolicus weitzmani (Parin & Kobyliansky, 1993)[6][11][12][13][14][15][16]